# Bibliothèque de philosophie contemporaine
Die Bibliothèque de philosophie contemporaine ist eine philosophische Buchreihe, die zunächst von Germer Baillière (1864–1883) herausgegeben wurde, dann von Félix Alcan (1884–1940) und die schließlich bei der Presses universitaires de France (PUF) erschien.

## Titelliste (Auswahl; nach Erscheinungsjahr)

### 1864–1883 (Germer Baillière)
1864
- Charles de Rémusat, Philosophie religieuse de la théologie naturelle en France et en Angleterre, Paris,  Germer Baillière, 1864.
- Paul Janet, Le matérialisme contemporain en Allemagne : examen du système du docteur Büchner, Paris,  Germer Baillière, 1864.
- Jules Émile Alaux, La philosophie de M. Cousin, Paris, Germer Baillière, 1864.
- Paul-Armand Challemel-Lacour, La philosophie individualiste : étude sur Guillaume de Humboldt, Paris,  Germer Baillière, 1864.
- Auguste Laugel, Les problèmes de la nature, Paris,  Germer Baillière, 1864.
- Édouard Auber[2], Institutions d'Hippocrate ou exposé philosophique des principes traditionnels de la médecine : œuvre d'analyse et de synthèse ... ; suivie d'un résumé historique du naturisme, du vitalisme et de l'organicisme et d'un essai sur la constitution de la médecine, Paris,  Germer Baillière, 1864.
- Joseph Antoine Milsand, L' esthétique anglaise : étude sur M. John Ruskin, Paris,  Germer Baillière, 1864.
- Charles Lévêque, Le spiritualisme dans l'art, Paris,  Germer Baillière, 1864.
- François-Odysse Barot[3], Émile de Girardin, Lettre sur la philosophie de l'histoire, Paris,  Germer Baillière, 1864.
- Émile Saisset, L'âme et la vie: étude sur la renaissance de l'animisme: suivie d'un examen critique de l'esthétique française, Paris,  Germer Baillière, 1864
- Hippolyte Taine, L' idéalisme anglais: étude sur Carlyle, Paris,  Germer Baillière, 1864.
- Hippolyte Taine, Le positivisme anglais : étude sur Stuart Mill, Paris,  Germer Baillière, 1864.
- Albert Lemoine, Le vitalisme et l'animisme de Stahl, Paris,  Germer Baillière, 1864.
- Adolphe Franck, Philosophie du droit ecclésiastique: des rapports de la religion et de l'État, Paris,  Germer Baillière, 1864.
- Adolphe Franck, Philosophie du droit pénal, Paris,  Germer Baillière, 1864.
- Augusto Vera, Essais de philosophie hégélienne : La peine de mort. Amour et philosophie. Introduction à la philosophie de l'histoire, Paris,  Germer Baillière, 1864.

1865
- Charles Schoebel, Philosophie de la raison pure avec un appendice de critique historique, Paris,  Germer Baillière, 1865.
- Francisque Bouillier, Du plaisir et de la douleur, Paris,  Germer Baillière, 1865.
- Alphonse Leblais[4], Émile Littré, Matérialisme et spiritualisme : étude de philosophie positive, Paris,  Germer Baillière, 1865.
- Paul Janet, La crise philosophique MM. Taine, Renan, Littré, Vacherot, Paris,  Germer Baillière, 1865.
- Charles Beauquier, Philosophie de la musique, Paris,  Germer Baillière, 1865.
- Albert Lemoine, De la physionomie et de la parole, Paris,  Germer Baillière, 1865.
- Émile Saisset, Critique et histoire de la philosophie : fragments et discours, Paris,  Germer Baillière, 1865.
- Charles Lévêque, La science de l'invisible Études de psychologie et de théodicée, Paris,  Germer Baillière, 1865.
- Édouard Auber, Philosophie de la médecine, Paris,  Germer Baillière, 1865.
- Hippolyte Taine, Philosophie de l'art, Paris,  Germer Baillière, 1865.
- Théophile Bost, Le protestantisme libéral, Paris,  Germer Baillière, 1865.
- Émile Beaussire, Antécédents de l'Hégélianisme dans la philosophie française. Dom Deschamps, son système et son école d'après un manuscrit et des correspondances inédites du XVIIIe siècle, Paris,  Germer Baillière, 1865.
- Adolphe Garnier, De la morale dans l'antiquité, Paris,  Germer Baillière, 1865.
- Prudence Sièrebois, Autopsie de l'âme : identité du matérialisme et du vrai spiritualisme, Paris,  Germer Baillière, 1865.

1866
- Jean-Baptiste Tissandier, Des sciences occultes et du spiritisme, Paris,  Germer Baillière, 1866.
- Adolphe Franck, La philosophie mystique en France à la fin du XVIIIe siècle : Saint-Martin et son maître Martinez Pasqualis, Paris,  Germer Baillière, 1866.
- Ludwig Büchner, Science et nature : essais de philosophie et de science naturelle, traduit de l'allemand par  Augustin Delondre, Paris,  Germer Baillière, 1866.
- Athanase Coquerel, Des premières transformations historiques du Christianisme, Paris,  Germer Baillière, 1866.
- Jacob Moleschott, La circulation de la vie : lettres sur la physiologie en réponse aux lettres sur la chimie, de Liebig, Paris,  Germer Baillière, 1866.
- Jules Levallois, Déisme et Christianisme, Paris,  Germer Baillière, 1866.
- Hippolyte Taine, Philosophie de l'art en Italie : leçons professées à l’École des beaux-arts, Paris,  Germer Baillière, 1866.

1867
- Paul Janet, Le cerveau et la pensée, Paris,  Germer Baillière, 1867.
- Athanase Coquerel, La conscience et la foi, Paris,  Germer Baillière, 1867.
- Auguste Laugel, Les problèmes de la vie, Paris,  Germer Baillière, 1867.
- Ernest Fontanès, Le Christianisme moderne : étude sur Lessing, Paris,  Germer Baillière, 1867.
- Hippolyte Taine, De l'idéal dans l'art ; leçons professées à l'École des beaux-arts, Paris,  Germer Baillière, 1867.
- Amédée Jérôme Langlois, L'homme et la révolution : huit études dédiées à Pierre-Joseph Proudhon. T. 1, La certitude. Le droit. La justice. L'égalité, Paris,  Germer Baillière, 1867.
- Camille Selden, La musique en Allemagne, Paris,  Germer Baillière, 1867.
- Émile Saigey, La physique moderne; essai sur l'unité des phénomènes naturels, Paris,  Germer Baillière, 1867.
- Elise Krinitz, La musique en Allemagne : Mendelssohn, Paris,  Germer Baillière, 1867.
- Auguste Laugel, La voix : l'oreille et la musique, Paris,  Germer Baillière, 1867.
- Amédée Jérôme Langlois, L'homme et la révolution : huit études dédiées à Pierre-Joseph Proudhon. T. 2, Le travailleur. La femme. La mutualité. L'égal-échange, Paris,  Germer Baillière, 1867.

1868
- Ernest Faivre, La variabilité des espèces et ses limites, Paris,  Germer Baillière, 1868.
- Ernest Bersot,  Libre philosophie, Paris,  Germer Baillière, 1868.
- Raffaele Mariano, La philosophie contemporaine en Italie : essai de philosophie hégélienne, Paris,  Germer Baillière, 1868.
- Auguste Laugel, Les problèmes de l'âme, Paris,  Germer Baillière, 1868.
- Charles Letourneau, Physiologie des passions, Paris,  Germer Baillière, 1868.
- John Stuart Mill, Auguste Comte et le positivisme,  traduit de l'anglais par Georges Clemenceau, Paris,  Germer Baillière, 1868.
- Jules Barni, La morale dans la démocratie, Paris,  Germer Baillière, 1868.
- Wilfrid de Fonvielle, L'astronomie moderne, Paris,  Germer Baillière, 1868.

1869
- Clarisse Coignet, La morale indépendante dans son principe et dans son objet, Paris,  Germer Baillière, 1869.
- Auguste Laugel, L'optique et les arts, Paris,  Germer Baillière, 1869.
- Louis Agassiz, De l'espèce et de la classification en zoologie, édition revue et augmentée, traduit de l'anglais par  Félix Vogeli, Paris,  Germer Baillière, 1869.
- John Stuart Mill, La philosophie de Hamilton,  traduit de l'anglais par Émile Cazelles, Paris,  Germer Baillière, 1869.
- Hippolyte Taine, Philosophie de l'art en Grèce : leçons professées à l'École des beaux-arts Paris,  Germer Baillière, 1869.
- Hippolyte Taine, Philosophie de l'art dans les Pays-Bas: leçons professées à l'École des beaux-arts Paris,  Germer Baillière, 1869.
- Etienne Vacherot, La religion, Paris,  Germer Baillière, 1869.
- Albert Réville, Histoire du dogme de la divinité de Jésus-Christ, Paris,  Germer Baillière, 1869.

1870
- Armand de Quatrefages, Charles Darwin et ses précurseurs français: étude sur le transformisme, Paris,  Germer Baillière, 1870.
- Étienne Vacherot, La science et la conscience, Paris,  Germer Baillière, 1870.
- Émile Boutmy, Philosophie de l'architecture en Grèce, Paris,  Germer Baillière, 1870.

1871
- Herbert Spencer, Les premiers principes,  traduit de l'anglais par Émile Cazelles, Paris,  Germer Baillière, 1871.

1872
- Herbert Spencer, Classification des sciences, traduit de l'anglais par François Réthoré, Paris,  Germer Baillière, 1872.
- Francisque Bouillier, De la conscience en psychologie et en morale, Paris,  Germer Baillière, 1872.
- Émile de Laveleye, Essai sur les formes de gouvernement dans les sociétés modernes, Paris,  Germer Baillière, 1872.

1873
- Théodule Ribot, L'hérédité étude psychologique : sur ses phénomènes, ses lois, ses causes, ses conséquences, Paris,  Germer Baillière, 1873.
- Émile Saigey, Les sciences au XVIII siècle : la Physique de Voltaire, Paris,  Germer Baillière, 1873.
- Philippe Gaspard Gauckler, Le beau et son histoire, Paris,  Germer Baillière, 1873.
- Friedrich Max Müller, La science de la religion, traduit de l'anglais par Hermann Dietz, Paris,  Germer Baillière, 1873.
- Léon Dumont, Haeckel et la théorie de l'évolution en Allemagne, Paris,  Germer Baillière, 1873.
- Auguste Laugel,  Les problèmes, Paris,  Germer Baillière, 1873.
- Herbert Spencer, Principes de psychologie,  traduit de l'anglais par Théodule Ribot et Alfred Espinas, Paris,  Germer Baillière, 1873.

1874
- Charles-Alfred Bertauld, L'ordre social et l'ordre morale, le droit et le devoir, Paris,  Germer Baillière, 1874.
- Alexander Bain, Les sens et l'intelligence,  traduit de l'anglais par Émile Cazelles, Paris,  Germer Baillière, 1874.
- Alexandre Herzen, Physiologie de la volonté, traduit du russe par Charles Letourneau, Paris,  Germer Baillière, 1874.
- Émile de Laveleye, De la propriété et de ses formes primitives, Paris,  Germer Baillière, 1874.
- Émile Boutroux, De la contingence des lois de la nature, thèse de doctorat soutenue devant la Faculté des lettres de Paris, Paris,  Germer Baillière, 1874.

1875
- Paul Janet, Philosophie de la révolution française, Paris,  Germer Baillière, 1875.
- Alexander Bain, Logique déductive et inductive / 1, Déduction, traduit de l'anglais par Gabriel Compayré, Paris,  Germer Baillière, 1875.
- John Stuart Mill, Mes mémoires : histoire de ma vie et de mes idées, traduit de l'anglais par Émile Cazelles, Paris,  Germer Baillière, 1875.
- John Stuart Mill, Essais sur la religion, traduit de l'anglais par Émile Cazelles, Paris,   Germer Baillière, 1875.
- George Grote, La religion naturelle; son influence sur le bonheur du genre humain, d'après les papiers de Jérémie Bentham, traduit de l'anglais par Émile Cazelles, Paris,  Germer Baillière, 1875.

1876
- Paul Janet, Les causes finales, Paris,  Germer Baillière, 1876.
- Édouard von Hartmann, La religion de l'avenir, Paris,  Germer Baillière, 1876.
- Matthew Arnold, La crise religieuse, Paris,  Germer Baillière, 1876.
- Hermann Lotze, Principes généraux de psychologie physiologique, traduit de l'allemand par  Auguste Penjon, Paris,  Germer Baillière, 1876.

1877
- Herbert Spencer, Essais de morale, de science et d'esthétique / Vol. 1, Essais sur le progrès, traduit de l'anglais par Auguste Burdeau, Paris,  Germer Baillière, 1877.
- John Stuart Mill,  La Liberté,  traduit de l'anglais par Charles Brook Dupont-White, Paris,  Germer Baillière, 1877.
- Herbert Spencer, Principes de biologie. T. 1, traduit de l'anglais par Émile Cazelles, Paris,  Germer Baillière, 1877.
- Charles-Alfred Bertauld, De la philosophie sociale : études critiques, Paris,  Germer Baillière, 1877.
- Édouard von Hartmann, Phénoménologie de l'inconscient , traduit de l'allemand par  Désiré Nolen, Paris,  Germer Baillière, 1877.
- Agénor Bardoux, Les légistes : leur influence sur la société française, Paris,  Germer Baillière, 1877.
- Herbert Spencer, Essais de morale de science et d'esthetique. III, Essais scientifiques : suivis de réponses aux objections sur Les premiers principes, traduit de l'anglais par Auguste Burdeau, Paris,  Germer Baillière, 1877.
- Édouard von Hartmann, Philosophie de l'inconscient , traduit de l'allemand par  Désiré Nolen, Paris,  Germer Baillière, 1877.
- Édouard von Hartmann, Le darwinisme, ce qu'il y a de vrai et de faux dans cette théorie, traduit de l'allemand par Georges Guéroult, Paris,  Germer Baillière, 1877.

1878
- Herbert Spencer, Principes de sociologie,  traduit de l'anglais par Émile Cazelles, Paris,  Germer Baillière, 1878.
- Herbert Spencer, Principes de biologie. T. 2, traduit de l'anglais par Émile Cazelles, Paris,  Germer Baillière, 1878.
- Robert Flint, La Philosophie de l'Histoire en France, traduit de l'anglais par Ludovic Carrau, Paris,  Germer Baillière, 1878.
- Louis Liard, Les logiciens anglais contemporains, Paris,  Germer Baillière, 1878.
- Paul Janet, Saint-Simon et le saint-simonisme, Paris,  Germer Baillière, 1878.
- Alfred Espinas, Des sociétés animales, Paris,  Germer Baillière, 1878.
- Henri Marion, John Locke, sa vie et son œuvre d'après des documents nouveaux, Paris,  Germer Baillière, 1878.
- Robert Flint, La Philosophie de l'Histoire en Allemagne,  traduit de l'anglais par Ludovic Carrau, Paris,  Germer Baillière, 1878.
- Baruch Spinoza, Dieu, l'homme et la béatitude : supplément aux oeuvres de Spinoza, Paris,  Germer Baillière, 1878.
- Jean-Marie Guyau, La morale d'Épicure et ses rapports avec les doctrines contemporaines, ouvrage couronné par l’Académie des sciences morales et politiques, Paris,  Germer Baillière, 1878.

1879
- Ernst Haeckel, Les preuves du transformisme : réponse à Virchow,  traduit de l'allemand par Jules Soury, Paris,  Germer Baillière, 1879.
- Herbert Spencer, Principes de sociologie: inductions de la sociologie, relations domestiques, T.2,  traduit de l'anglais par Émile Cazelles, Paris,  Germer Baillière, 1879.
- Louis Liard, La science positive et la métaphysique, Paris,  Germer Baillière, 1879.
- Oscar Schmidt, Les Sciences naturelles et la philosophie de l'inconscient , traduit de l'allemand par  Jules Soury, Paris,  Germer Baillière, 1879.
- Francisco Pi i Margall,  Les nationalités : essai de philosophie politique,  traduit de l'espagnol par  Louis-Xavier de Ricard, Paris,  Germer Baillière, 1879.
- Jean-Marie Guyau, La morale anglaise contemporaine : Morale de l'utilité et de l'évolution, ouvrage couronné par l'Académie des sciences morales, Paris,  Germer Baillière, 1879.
- Jules Barthélemy-Saint-Hilaire, De la métaphysique : sa nature et ses droits dans ses rapports avec la religion et avec la science pour servir d'introduction à la métaphysique d'Aristote, Paris,  Germer Baillière, 1879.
- Herbert Spencer, Essais de morale de science et d'esthétique / II, Essais de politique,  traduit de l'anglais par Émile Cazelles, Paris,  Germer Baillière, 1879.
- Théodule Ribot, La psychologie allemande : école expérimentale, Paris,  Germer Baillière, 1879.

1880
- Thomas Henry Huxley, Hume: sa vie - sa philosophie, Paris,  Germer Baillière, 1880.
- Pietro Siciliani, Prolégomènes à la psychogénie moderne, Paris,  Germer Baillière, 1880.
- Giacomo Leopardi, Auguste Dapples, Opuscules et pensées, Paris,  Germer Baillière, 1880.
- Albert Lemoine, L'habitude et l'instinct : études de psychologie comparée, 2e édition, Paris,  Germer Baillière, 1880. (1ère édition en 1875).
- Edmond Colsenet, Études sur la vie inconsciente de l'esprit, thèse de doctorat, Paris,  Germer Baillière, 1880.
- Alexis Bertrand, L'aperception du corps humain par la conscience, Paris,  Germer Baillière, 1880.
- Alfred Espinas, La philosophie expérimentale en Italie; origines-état actuel, Paris,  Germer Baillière, 1880.
- Ernst Haeckel, Essais de psychologie cellulaire,  traduit de l'allemand par Jules Soury, Paris,  Germer Baillière, 1880.
- François Evellin, Infini et quantité : étude sur le concept de l'infini en philosophie et dans les sciences, Paris,  Germer Baillière, 1880.
- Henri Marion, De la solidarité morale; essai de psychologie appliquée, Paris,  Germer Baillière, 1880.
- Ernest Naville, La logique de l'hypothèse, Paris,  Germer Baillière, 1880.
- John Stuart Mill, Système de logique déductive et inductive : exposé des principes de la preuve et des méthodes de recherche scientifique, traduit de l'anglais par Louis Peisse, Paris,  Germer Baillière, 1880.
- Herbert Spencer, De l'éducation : intellectuelle, morale et physique, traduit de l'anglais par Raymond Thamin, Paris,  Germer Baillière, 1880.
- Arthur Schopenhauer, Parerga et paralipomena. Aphorismes sur la sagesse dans la vie, traduit de l'anglais par Jean Alexandre Cantacuzène, Paris,  Germer Baillière, 1880.

1881
- Théodule Ribot, Les maladies de la mémoire, Paris,  Germer Baillière, 1881.
- Émile de Laveleye, Le socialisme contemporain, Paris,  Germer Baillière, 1881.
- Godefroy de Roisel, La substance : essai de philosophie rationnelle, Paris,  Germer Baillière, 1881.
- Philippe-Gaspard Gauckler, Les poissons d'eau douce et la pisciculture, Paris,  Germer Baillière, 1881.

1882
- Arthur Schopenhauer, De la quadruple racine du principe de la raison suffisante : dissertation philosophique ; suivie d'une histoire de la doctrine de l'idéal et du réel, traduit de l'anglais par Jean Alexandre Cantacuzène, Paris,  Germer Baillière, 1882.
- Louis Liard, Descartes, Paris,  Germer Baillière, 1882.
- Ludwig Büchner, Nature et science : études, critiques et mémoires, traduit de l'allemand par  Gustave Lauth[5], Paris,  Germer Baillière, 1882.
- James Sully, Le pessimisme (histoire et critique), Paris,  Germer Baillière, 1882.
- Bernard Perez, La psychologie de l'enfant : (les trois premières années), Paris,  Germer Baillière, 1882.

1883
- Henry Maudsley, La pathologie de l'esprit,  traduit de l'anglais par Louis Germont, Paris,  Germer Baillière, 1883.
- Théodule Ribot, Les maladies de la volonté, Paris,  Germer Baillière, 1883.
- Eduard Zeller, Christian Baur et l'école de Tubingue, traduit de l'allemand par Charles Ritter, Paris,  Germer Baillière, 1883.
- John Stuart Mill, L'utilitarisme,  traduit de l'anglais par P.-L. Le Monnier, Paris,  Germer Baillière, 1883.
- Luigi Ferri, La psychologie de l'association depuis Hobbes jusqu'à nos jours (histoire et critique), Paris,  Germer Baillière, 1883.
- Gabriel Séailles, Essai sur le génie dans l'art, Paris,  Germer Baillière, 1883.
- Ernest Naville, La physique moderne études historiques et philosophiques, Paris,  Germer Baillière, 1883.
- Paul Janet, Les origines du socialisme contemporain, Paris,  Germer Baillière, 1883.

### 1884–1940 (Félix Alcan)
1884
- Charles Richet, L'homme et l'intelligence; fragments de physiologie et de psychologie, Paris,  Félix Alcan, 1884.
- William Thierry Preyer, Éléments de physiologie générale, traduit de l'allemand par Jules Soury, Paris,  Félix Alcan, 1884.
- Alfred Fouillée, La liberté et le déterminisme, 2e éd., entièrement refondue et très augmentée (1ère éd. chez Ladrange, Paris, 1872), Paris,  Félix Alcan, 1884.
- Lucien Arréat, La morale dans le drame : l'épopée et le roman, Paris,  Félix Alcan, 1884.
- Jean-Marie Guyau, Les problèmes de l'esthétique contemporaine, Paris,  Félix Alcan, 1884.

1885
- Arthur Schopenhauer, Pensées et fragments. Vie de Schopenhauer. Sa correspondance. Les douleurs du monde. L'amour. L'art et la morale , traduit de l'anglais par Jean Bourdeau, Paris,  Félix Alcan, 1885.
- Adolphe Coste, Les conditions sociales du bonheur et de la force, Paris,  Félix Alcan, 1885.
- Théodule Ribot, Les maladies de la personnalité, Paris,  Félix Alcan, 1885.
- Jean-Marie Guyau, La morale anglaise contemporaine : Morale de l'utilité et de l'évolution, 2e éd. revue et augmentée, Paris,  Félix Alcan, 1885.
- Jean-Marie Guyau, Esquisse d'une morale sans obligation, ni sanction, Paris,  Félix Alcan, 1885.
- Émile Beaussire, Les principes de la morale, Paris,  Félix Alcan, 1885.
- Salomon Stricker, Du langage et de la musique, traduit de l'allemand par Frédéric Schwiedland, Paris,  Félix Alcan, 1885.
- Alexander Bain, Les émotions et la volonté, traduit de l'anglais par P.-L. Le Monnier, Paris,  Félix Alcan, 1885.
- Herbert Spencer, L'individu contre l'État, traduit de l'anglais par Jules Auguste Gerschel, Paris,  Félix Alcan, 1885.

1886
- Angelo Mosso, La peur : étude psycho-physiologique, traduit de l'italien par Félix Hément, Paris,  Félix Alcan, 1886.
- Alfred Binet, La psychologie du raisonnement : recherches expérimentales par l'hypnotisme, Paris,  Félix Alcan, 1886.
- Wilhelm Wundt, Eléments de psychologie physiologique T 2 , traduit de l'allemand par Elie Rouvier, Paris,  Félix Alcan, 1886.
- Adolphe Franck, Philosophie du droit civil, Paris,  Félix Alcan, 1886.
- Edmund R Clay[6], L'alternative : contribution à la psychologie,  traduit de l'anglais par Auguste Burdeau, Paris,  Félix Alcan, 1886.
- Gilbert Ballet, Le langage intérieur et les diverses formes de l'aphasie, Paris,  Félix Alcan, 1886.

1887
- George Fonsegrive, Essai sur le libre arbitre : sa théorie et son histoire , Paris,  Félix Alcan, 1887.
- Herbert Spencer, Principes de sociologie / T. 4, [Institutions ecclésiastiques], traduit de l'anglais par Émile Cazelles, Paris,  Félix Alcan, 1887.
- Eugène de Roberty, L'ancienne et la nouvelle philosophie : essai sur les lois générales du développement de la philosophie, Paris,  Félix Alcan, 1887.
- Charles Féré, Sensation et mouvement : études expérimentales de psycho-mécanique, Paris,  Félix Alcan, 1887.
- Joseph Delboeuf, La matière brute et la matière vivante : étude sur l'origine de la vie et de la mort, Paris,  Félix Alcan, 1887.
- Cesare Lombroso, L'homme criminel : criminel-né, fou moral, épileptique : étude anthropologique et médico-légale, traduit de l'italien par Albert Bournet et G Regnier, Paris,  Félix Alcan, 1887.
- William Thierry Preyer, L'âme de l'enfant : observations sur le développement psychique des premières années, traduit de l'anglais par Henry de Varigny, Paris,  Félix Alcan, 1887.
- Jean-Marie Guyau, L'irréligion de l'avenir, Paris,  Félix Alcan, 1887.
- Charles Richet, Essai de psychologie générale, Paris,  Félix Alcan, 1887.
- Paul Aubry, La contagion du meurtre : étude d'anthropologie criminelle, Paris,  Félix Alcan, 1887.

1888
- Élie Sorin, Histoire de l'Italie depuis 1815, jusqu'à la mort de Victor-Emmanuel, Paris,  Félix Alcan, 1888.
- Arthur Schopenhauer, Le monde comme volonté et comme représentation / T.1,  traduit de l'anglais par Auguste Burdeau, Paris,  Félix Alcan, 1888.
- Charles Féré, Dégénérescence et criminalité : essai physiologique, Paris,  Félix Alcan, 1888.
- Georges Lyon, L'idéalisme en Angleterre au XVIIIe siècle : Descartes, Hobbes, Locke, Malebranche, E. Taylor, J. Norris, A. Collier, Berkeley, J. Johnson, J. Edwards, Hume, thèse doctorale Faculté des lettres de Paris, Paris,  Félix Alcan, 1888.
- Ludovic Carrau, La philosophie religieuse en Angleterre depuis Locke jusqu'à nos jours, Paris,  Félix Alcan, 1888.
- Arthur Vianna de Lima[7], L'homme selon le transformisme, Paris,  Félix Alcan, 1888.
- Émile Beaussire, Les principes du droit, Paris,  Félix Alcan, 1888.
- Giuseppe Sergi, La psychologie physiologique, traduit de l'italien par M. Mouton, Paris,  Félix Alcan, 1888.
- Theodor Piderit, La mimique et la physiognomonie, traduit de l'allemand par A. Girot[8], Paris,  Félix Alcan, 1888.
- Max Nordau, Les mensonges conventionnels de notre civilisation, traduit de l'allemand par Auguste Dietrich, Paris,  Félix Alcan, 1888.
- Bernard Perez, La psychologie de l'enfant: l'art et la poésie chez l'enfant, Paris,  Félix Alcan, 1888.
- Louis Liard, Des définitions géométriques et des définitions empiriques, nouvelle édition (1ère éd. chez Ladrange, Paris, 1873), Paris,  Félix Alcan, 1888.
- Jules Crépieux-Jamin, L'écriture et le caractère, Paris,  Félix Alcan, 1888.

1889
- Henri Bergson, Essai sur les données immédiates de la conscience, thèse lettres Paris, Paris, Félix Alcan, 1889.
- Jean Marie Guyau, Éducation et hérédité : étude sociologique, Paris,  Félix Alcan, 1889.
- Arthur Schopenhauer, Le monde comme volonté et comme représentation / T.2,  traduit de l'anglais par Auguste Burdeau, Paris,  Félix Alcan, 1889.
- Paul Souriau, L'esthétique du mouvement, Paris,  Félix Alcan, 1889.
- Alfred Fouillée, La morale, l'art et la religion d'après M. Guyau, Paris,  Félix Alcan, 1889.
- Jean-Marie Guyau, L'art au point de vue sociologique, Paris,  Félix Alcan, 1889.
- Alexis Bertrand, La psychologie de l'effort et les doctrines contemporaines, Paris,  Félix Alcan, 1889.
- Jules Barthélemy-Saint-Hilaire, La philosophie dans ses rapports avec les sciences et la religion, Paris,  Félix Alcan, 1889.
- Eugène de Roberty, L'inconnaissable : sa métaphysique, sa psychologie, Paris,  Félix Alcan, 1889.
- Frédéric Paulhan, L'activité mentale et les éléments de l'esprit, Paris,  Félix Alcan, 1889.
- Cesare Lombroso, L'homme de génie, Paris,  Félix Alcan, 1889.
- Alfred Fouillée, L'avenir de la métaphysique fondée sur l'expérience, Paris,  Félix Alcan, 1889.
- Georges Lyon, La philosophie de Hobbes, Paris,  Félix Alcan, 1889.
- Gaston Richard, Le socialisme et la science sociale, Paris,  Félix Alcan, 1889.

1890
- Gabriel Tarde, La criminalité comparée, seconde édition, Paris, Félix Alcan, 1890 (première édition chez Félix Alcan en 1886).
- Vasile Conta, Les fondements de la métaphysique, traduit du roumain par D. Rosetti-Tescanu, Paris,  Félix Alcan, 1890.
- Alfred Fouillée, L'évolutionnisme des idées-forces, Paris,  Félix Alcan, 1890.
- Jean-Marie Guyau, La genèse de l'idée de temps, Avec une introduction par Alfred Fouillée, Paris,  Félix Alcan, 1890.
- Achille Ricardou[9], De l'idéal : étude philosophique, thèse présentée à la Faculté des lettres de Paris, Paris,  Félix Alcan, 1890.
- Frédéric Rauh, Essai sur le fondement métaphysique de la morale,  thèse présentée à la Faculté des lettres de Paris, Paris,  Félix Alcan, 1890.
- Philippe Tissié, Les rêves : physiologie et pathologie, Paris,  Félix Alcan, 1890.
- Cesare Lombroso, L'anthropologie criminelle et ses récents progrès, Paris,  Félix Alcan, 1890.
- Paul Janet, La philosophie de Lamennais, Paris,  Félix Alcan, 1890.

1891
- Paul Sollier, Psychologie de l'idiot et de l'imbécile : essai de psychologie morbide, thèse présentée à la Faculté de médecine de Paris, Paris,  Félix Alcan, 1891.
- François Picavet, Les idéologues : essai sur l'histoire des idées et des théories scientifiques, philosophiques, religieuses, etc. en France depuis 1789, Paris,  Félix Alcan, 1891.
- Edmund Gurney, Frederic William Henry Myers, Frank Podmore, Les hallucinations télépathiques, traduit de l'anglais et abrégé des phantasms of the living par Léon Marillier et Charles Richet, Paris,  Félix Alcan, 1891.
- John Lubbock, Le Bonheur de vivre, Paris,  Félix Alcan, 1891.
- Émile De Laveleye, Le gouvernement dans la démocratie, Paris,  Félix Alcan, 1891.
- George John Romanes, L'évolution mentale chez l'homme : origine des facultés humaines, traduit de l'anglais par Henry de Varigny, Paris,  Félix Alcan, 1891.
- Eugène de Roberty, La philosophie du siècle : criticisme-positivisme-évolutionnisme, Paris,  Félix Alcan, 1891.
- Isidore Maus, De la justice pénale : étude philosophique sur le droit de punir, Paris,  Félix Alcan, 1891.
- Léon Dewaule[10], Condillac et la psychologie anglaise contemporaine, Thèse--Faculté des lettres de Paris, Paris,  Félix Alcan, 1891.
- George Fonsegrive, La causalité efficiente, Thèse--Faculté des lettres de Paris, Paris,  Félix Alcan, 1891.
- Frederick Howard Collins, Résumé de la philosophie de Herbert Spencer, Paris,  Félix Alcan, 1891.

1892
- Cesare Lombroso, Le crime politique et les révolutions : par rapport au droit, à l'anthropologie criminelle et à la science du gouvernement. Tome 1, traduit de l'italien par Rodolfo Laschi, Paris,  Félix Alcan, 1892.
- Louis Proal, Le crime et la peine, Paris,  Félix Alcan, 1892.
- Georges Hirth, Physiologie de l'art, traduit de l'allemand et précédé d'une introduction par Lucien Arréat, Paris,  Félix Alcan, 1892.
- Benjamin Bourdon, L' expression des émotions & des tendances dans le langage, Thèse--Faculté des lettres de Paris, Paris,  Félix Alcan, 1892.
- Eugène de Roberty, Agnosticisme : essai sur quelques théories pessimistes de la connaissance, Paris,  Félix Alcan, 1892.
- Julien Pioger, Le monde physique : essai de conception expérimentale, Paris,  Félix Alcan, 1892.
- Cesare Lombroso, Nouvelles recherches de psychiatrie et d'anthropologie criminelle, Paris,  Félix Alcan, 1892.
- Bernard Perez, Le caractère de l'enfant à l'homme, Paris,  Félix Alcan, 1892.
- Lucien Arréat, Psychologie du peintre, Paris,  Félix Alcan, 1892.
- Georges Hirth, Physiologie de l'art, traduit de l'allemand et précédé d'une introduction par Lucien Arréat, Paris,  Félix Alcan, 1892.
- Cesare Lombroso, Les applications de l'anthropologie criminelle, Paris,  Félix Alcan, 1892.
- Pierre-Auguste Bertauld[11], Esprit et liberté : méthode spiritualiste, Paris,  Félix Alcan, 1892.
- Jean Pérès[12], L'art et le réel : essai de métaphysique fondée sur l'esthétique, Paris,  Félix Alcan, 1892.

1893
- Theobald Ziegler, La question sociale est une question morale, traduit d'après la 4e édition allemande par Georges Palante, Paris,  Félix Alcan, 1893.
- Gabriel Tarde, Les transformations du droit : étude sociologique, Paris, Félix Alcan, 1893.
- Gabriel Hanotaux , Histoire du cardinal de Richelieu, Paris,  Félix Alcan, 1893.
- Guillaume De Greef, Les lois sociologiques, Paris,  Félix Alcan, 1893.
- Alfred Fouillée, La psychologie des idées-forces. T. 1, Paris,  Félix Alcan, 1893.
- Maurice Blondel, L'action : essai d'une critique de la vie et d'une science de la pratique, Paris,  Félix Alcan, 1893.
- Louis Bourdeau, Le problème de la mort : ses solutions imaginaires et la science positive, Paris,  Félix Alcan, 1893.
- Paul Carus, Le problème de la conscience du moi, traduit de l'anglais par Auguste Monod, Paris,  Félix Alcan, 1893.
- Frédéric Paulhan, Joseph de Maistre et sa philosophie, Paris,  Félix Alcan, 1893.
- Paul Souriau, La suggestion dans l'art, Paris,  Félix Alcan, 1893.
- Louis Bridel, Le droit des femmes et le mariage : études critiques de législation comparée, Paris,  Félix Alcan, 1893.
- Édouard Simon, L'Allemagne et la Russie au XIXe siècle, Paris,  Félix Alcan, 1893.
- Victor Delbos, Le problème moral dans la philosophie de Spinoza et dans l'histoire du spinozisme, Paris,  Félix Alcan, 1893.
- Émile Durkheim, De la division du travail social, thèse présentée à la faculté des lettres de Paris, Paris,  Félix Alcan, 1893.
- Julien Pioger, La vie et la pensée : essai de conception expérimentale, Paris,  Félix Alcan, 1893.
- Paul Janet, Victor Cousin et son oeuvre, Paris,  Félix Alcan, 1893.
- Eugène de Roberty, La recherche de l'unité, Paris,  Félix Alcan, 1893.
- Alfred Fouillée, La psychologie des idées-forces. T. 2, Paris,  Félix Alcan, 1893.
- Raffaele Garofalo, La superstition socialiste, traduit de l’italien par Auguste Dietrich, Paris,  Félix Alcan, 1893.
- Henri Lichtenberger, La philosophie de Nietzsche, Paris,  Félix Alcan, 1893.

1894
- Jacques Novicow,  Gaspillages des sociétés modernes: contribution à l'étude de la question sociale, Paris,  Félix Alcan, 1894.
- Jules Payot, L'éducation de la Volonté, Paris,  Félix Alcan, 1894.
- Julien Pioger Julien Pioger, La vie sociale, la morale et le progrès : essai de conception expérimentale, Paris,  Félix Alcan, 1894.
- Georges Lefèvre, Obligation morale et idéalisme, thèse pour le doctorat, présentée à la Faculté des lettres de Paris, Paris,  Félix Alcan, 1894.
- Bernard Perez, La psychologie de l'enfant de trois à sept ans, Paris,  Félix Alcan, 1894.
- Charles Adam, La philosophie en France (première moitié du XIXe siècle), Paris,  Félix Alcan, 1894.
- Max Nordau, Dégénérescence. T.1, Fin de siècle-de mysticisme, traduit de l'allemand par Auguste Dietrich, Paris,  Félix Alcan, 1894.
- Max Nordau, Dégénérescence. T.2, L'égotisme-Le réalisme-Le vingtième siècle, traduit de l'allemand par Auguste Dietrich, Paris,  Félix Alcan, 1894.
- André Godfernaux, Le sentiment et la pensée, et leurs principaux aspects physiologiques : essai de psychologie expérimentale et comparée, Thèse de Doctorat, présentée à la Faculté des Lettres de Paris, Paris,  Félix Alcan, 1894.
- Alfred Binet, Introduction à la psychologie expérimentale, Paris,  Félix Alcan, 1894.
- Hermann Oldenberg, Le Buddha, sa vie, sa doctrine, sa communauté, traduit de l'allemand par Alfred Foucher, Paris,  Félix Alcan, 1894.
- Léon Brunschvicg, Spinoza, Paris,  Félix Alcan, 1894.
- Ernest Naville, La définition de la philosophie, Paris,  Félix Alcan, 1894.
- Émile Thouverez, Le réalisme métaphysique, Paris,  Félix Alcan, 1894.
- Lucien Lévy-Bruhl, La philosophie de Jacobi, Paris,  Félix Alcan, 1894.
- Eugène de Roberty, Auguste Comte et Herbert Spencer contribution à l'histoire des idées philosophiques au XIXe siècle , Paris,  Félix Alcan, 1894.
- Francelin Martin, La perception extérieure et la science positive : Essai de philosophie des sciences, thèse pour le doctorat, présentée à la Faculté des lettres de Paris, Paris,  Félix Alcan, 1894.
- Émile Boirac, L'idée du phénomène : étude analytique et critique, thèse pour le doctorat, présentée à la Faculté des lettres de Paris, Paris,  Félix Alcan, 1894.
- Maurice Pujo, Le règne de la grâce, Paris,  Félix Alcan, 1894.
- Jean Izoulet, La cité moderne, métaphysique de la sociologie, thèse pour le doctorat, présentée à la Faculté des lettres de Paris, Paris,  Félix Alcan, 1894.
- Gustave Le Bon, Les lois psychologiques de l'évolution des peuples, Paris,  Félix Alcan, 1894.

1895
- Émile Durkheim, Les règles de la méthode sociologique, Paris, Félix Alcan, 1895.
- Cesare Lombroso, L'homme criminel : criminel-né, fou moral, épileptique, criminel fou, criminel d'occasion, criminel par passion : étude anthropologique et psychiatrique, Paris,  Félix Alcan, 1895.
- Georges Dumas, Les états intellectuels dans la mélancolie, doctoral Faculté de médecine de Paris, Paris,  Félix Alcan, 1895.
- Alfred Fouillée, Tempérament et caractère selon les individus, les sexes et les races, Paris,  Félix Alcan, 1895.
- Guglielmo Ferrero, Les lois psychologiques du symbolisme, traduit de l'italien avec de nombreuses modifications, Paris,  Félix Alcan, 1895.
- Félix Thomas, La suggestion, son rôle dans l'éducation, Paris,  Félix Alcan, 1895.
- Mario Pilo, La psychologie du beau et de l'art, traduit de l’italien par Auguste Dietrich, Paris,  Félix Alcan, 1895.
- Guillaume De Greef, Le transformisme social : essai sur le progrès et le regrès des sociétés, Paris,  Félix Alcan, 1895.
- Louis Proal, La criminalité politique, Paris,  Félix Alcan, 1895.
- Vasile Conta, Théorie de l'ondulation universelle : essais sur l'évolution, traduit du roumain par D. Rosetti-Tescanu, Paris,  Félix Alcan, 1895.
- Carl Lange, Les émotions : étude psychophysiologique, traduction d'après l'édition allemande de Hans Kurella par Georges Dumas, Paris,  Félix Alcan, 1895
- Frédéric Queyrat, L'abstraction et son rôle dans l'éducation intellectuelle : étude de psychologie appliquée, Paris,  Félix Alcan, 1895.
- Charles Dunan, Théorie psychologique de l'espace, Paris,  Félix Alcan, 1895
- Gabriel Tarde, La logique sociale, Paris,  Félix Alcan, 1895.
- Paul Duproix[13], Kant et Fichte et le problème de l'éducation, Paris,  Félix Alcan, 1895.

1896
- Henri Bergson, Matière et mémoire : essai sur la relation du corps à l'esprit, Paris, Félix Alcan, 1896.
- Eugène de Roberty, L'éthique : le bien et le mal : essai sur la morale considérée comme sociologie première, Paris,  Félix Alcan, 1896.
- Andrew Lang, Mythes, cultes et religion,  traduit de l'anglais par Léon Marillier, Paris,  Félix Alcan, 1896.
- Gédéon Gory[14], L'immanence de la raison dans la connaissance sensible, Paris,  Félix Alcan, 1896.
- Jules Payot, De la croyance, thèse pour le doctorat, présentée à la Faculté des lettres de Paris, Paris,  Félix Alcan, 1896.
- Ludovic Dugas, Le psittacisme et la pensée symbolique : psychologie du nominalisme, Paris,  Félix Alcan, 1896.
- Frédéric Paulhan, Les types intellectuels: esprits logiques et esprits faux, Paris,  Félix Alcan, 1896.
- Célestin Bouglé, Les sciences sociales en Allemagne: les méthodes actuelles, Paris,  Félix Alcan, 1896.
- Charles Chabot, Nature et moralité, thèse pour le doctorat, présentée à la Faculté des lettres de Paris, Paris,  Félix Alcan, 1896.
- Jean-Louis de Lanessan, La morale des philosophes chinois, extraite des livres classiques de la Chine et de l'Annam, Paris,  Félix Alcan, 1896.
- Marie Jaëll, La musique et la psychophysiologie, Paris,  Félix Alcan, 1896.
- Cesare Lombroso, Guglielmo Ferrero, La femme criminelle et la prostituée, traduit de l'italien par Louise Meille, Paris,  Félix Alcan, 1896.
- Théodule Ribot, La psychologie des sentiments, Paris,  Félix Alcan, 1896.
- Georges Lechalas, Étude sur l'espace et le temps, Paris,  Félix Alcan, 1896.
- Bernard Perez, L'éducation intellectuelle dès le berceau, Paris,  Félix Alcan, 1896.
- Herbert Spencer, La morale des différents peuples et la morale personnelle, traduit de l'anglais par Étienne Martin Saint-Léon et Eloi Castelot, Paris,  Félix Alcan, 1896.
- Alfred Fouillée, Le mouvement positiviste et la conception sociologique du monde, Paris,  Félix Alcan, 1896.
- Edouard Récéjac, Essai sur les fondements de la connaissance mystique, thèse pour le doctorat, présentée à la Faculté des lettres de Paris, Paris,  Félix Alcan, 1896.
- Max Nordau, Paradoxes sociologiques, traduit de l'allemand par Auguste Dietrich, Paris,  Félix Alcan, 1896.

1897
- Léon Brunschvicg, La modalité du jugement, Paris,  Félix Alcan, 1897.
- Émile Boutroux, Études d'histoire de la philosophie : Socrate, Aristote, J. Boehme, Descartes, Kant, etc., Paris, Félix Alcan, 1897.
- Jacques Novicow, L'avenir de la race blanche ; critique du pessimisme contemporain, Paris,  Félix Alcan, 1897.
- Eugène de Roberty, L'éthique Le psychisme social; deuxième essai sur la morale considérée comme sociologie élémentaire, Paris,  Félix Alcan, 1897.
- Émile Boutroux, Études d'histoire de la philosophie allemande, Paris,  Félix Alcan, 1897.
- Théodule Ribot, L'évolution des idées générales, Paris,  Félix Alcan, 1897.
- Hippolyte Fierens-Gevaert, Essai sur l'art contemporain, Paris,  Félix Alcan, 1897.
- André Cresson, La morale de la raison théorique de Kant: essai critique, Paris,  Félix Alcan, 1897.
- Paulin Malapert, Les éléments du caractère et leurs lois de combinaison, thèse pour le doctorat, présentée à la Faculté des lettres de Paris, Paris,  Félix Alcan, 1897.
- Émile Durkheim, Le suicide, Paris,  Félix Alcan, 1897.
- Enrico Ferri, Les criminels dans l'art et la littérature, traduit de l'italien par Eugène Laurent, Paris,  Félix Alcan, 1897.
- Gabriel Tarde, L'Opposition universelle. Essai d'une théorie des contraires. [L'Idée d'opposition. Classification des oppositions. Oppositions mathématiques et physiques. Oppositions vivantes. Les symétries de la vie. Oppositions psychologiques. Oppositions sociales. L'opposition et l'adaptation], Paris,  Félix Alcan, 1897.
- Paul Regnaud, Précis de logique évolutionniste : l'entendement dans ses rapports avec le langage, Paris,  Félix Alcan, 1897.
- Paul Regnaud, Comment naissent les mythes : les sources védiques du Petit Poucet, la légende hindoue du déluge, Purūravas et Urvaçī, avec une lettre dédicace à M. Gaston Paris et un appendice sur l'état actuel de l'exégèse védique, Paris,  Félix Alcan, 1897.
- Félix Le Dantec, Le déterminisme biologique et la pérsonnalite consciente : esquisse d'une théorie chimique des épiphénomènes, Paris,  Félix Alcan, 1897.
- Lionel Dauriac, La psychologie dans l'opéra français : Auber - Rossini - Meuerbeer, cours libre professé à la Sorbonne, Paris,  Félix Alcan, 1897.
- John Lubbock, L'emploi de la vie, traduit de l'anglais par Émile Hovelaque, Paris,  Félix Alcan, 1897.
- Max Nordau, Psycho-physiologie du génie et du talent, traduit de l'allemand par Auguste Dietrich, Paris,  Félix Alcan, 1897.

1898
- Ludovic Dugas, La timidité : étude psychologique et morale, Paris,  Félix Alcan, 1898.
- Ernest Naville, Le libre arbitre : étude philosophique, Paris,  Félix Alcan, 1898.
- John Stuart Mill, Gustave d'Eichthal, Correspondance inédite avec Gustave d'Eichthal (1828-1842)-(1864-1871), traduit de l'anglais par Eugène d'Eichthal, Paris,  Félix Alcan, 1898.
- Gustave Le Bon, Psychologie du socialisme, Paris,  Félix Alcan, 1898.
- Félix Le Dantec, L'individualité et l'erreur individualiste, Paris,  Félix Alcan, 1898.
- Friedrich Max Müller, Nouvelles études de mythologie, traduit de l'anglais par Léon Job, Paris,  Félix Alcan, 1898.
- Eugène de Roberty, L'éthique. / [3], Les fondements de l'éthique : troisième essai sur la morale considérée comme sociologie élémentaire, Paris,  Félix Alcan, 1898.
- Edmond Goblot, Essai sur la classification des sciences, thèse pour le doctorat, présentée à la Faculté des lettres de Paris, Paris,  Félix Alcan, 1898.
- James Sully, Études sur l'enfance,  Traduit de l'anglais par Auguste Monod, précédé d'une préface par Gabriel Compayré, Paris,  Félix Alcan, 1898.
- Maurice de Fleury, L'âme du criminel, Paris,  Félix Alcan, 1898.
- Gabriel Tarde, Les lois sociales : esquisse d'une sociologie, Paris,  Félix Alcan, 1898.
- Alexis Bertrand, L'enseignement intégral, Paris,  Félix Alcan, 1898.
- Georges Fulliquet, Essai sur l'obligation morale, Paris,  Félix Alcan, 1898.
- Eduardo Sanz y Escartin, L ́individu et la réforme sociale, traduit de l'espagnol par  Auguste Dietrich, Paris,  Félix Alcan, 1898.
- Ossip Lourié, Pensées de Tolstoï d'après les textes russes, Paris,  Félix Alcan, 1898.
- Georges Renard, Le régime socialiste : principes de son organisation politique et économique, Paris,  Félix Alcan, 1898.
- C.R.C. Herckenrath, Problèmes d'esthétique et de morale. Le sentiment du beau, le sublime, le problème du tragique, le comique et le rire, le problème moral, Paris,  Félix Alcan, 1898.
- Henri Bergson, Essai sur les données immédiates de la conscience, Paris,  Félix Alcan, 1898.
- Louis Gérard-Varet, L'ignorance et l'irréflexion : essai de psychologie objective, thèse pour le doctorat, présentée à la Faculté des lettres de Paris, Paris,  Félix Alcan, 1898.
- Henri Lichtenberger, Richard Wagner : poète et penseur, Paris,  Félix Alcan, 1898.
- Gaston Milhaud, Le rationnel : études complémentaires à l'essai sur la certitude logique, Paris,  Félix Alcan, 1898.
- Alfred Espinas, La philosophie sociale du XVIIIe siècle et la révolution, Paris,  Félix Alcan, 1898.
- Lucien Arréat, Les croyances de demain, Paris,  Félix Alcan, 1898.
- François Pillon, La philosophie de Charles Secrétan, Paris,  Félix Alcan, 1898.
- Alfred Fouillée, Psychologie du peuple français, Paris,  Félix Alcan, 1898.
- Lucien Arréat, Les croyances de demain, Paris,  Félix Alcan, 1898.

1899
- Célestin Bouglé, Les idées égalitaires : étude sociologique, Paris, Félix Alcan, 1899.
- Eugène d'Eichthal, Socialisme et problèmes sociaux : socialisme scientifique, socialisme électoral, socialisme d'état idéaliste, socialisme et dévouement social, esthétique sociale, Paris,  Félix Alcan, 1899.
- Guillaume Léonce Duprat, L'instabilité mentale : essai sur les données de la psycho-pathologie, thèse pour le doctorat, présentée à la Faculté des lettres de Paris, Paris,  Félix Alcan, 1899.
- Félix Le Dantec, Lamarckiens et darwiniens : discussion de quelques théories sur la formation des espèces, Paris,  Félix Alcan, 1899.
- Félix Thomas, L'éducation des sentiments, Paris,  Félix Alcan, 1899.
- Arthur Hannequin, Essai critique sur l'hypothèse des atomes dans la science contemporaine, thèse pour le doctorat, présentée à la Faculté des lettres de Paris, Paris,  Félix Alcan, 1899.
- Frédéric Rauh, De la méthode dans la psychologie des sentiments, Paris,  Félix Alcan, 1899.
- Raoul de La Grasserie, De la psychologie des religions, Paris,  Félix Alcan, 1899.
- Hippolyte Fierens-Gevaert, La tristesse contemporaine : essai sur les grands courants moraux et intellectuels du XIXe siecle, Paris,  Félix Alcan, 1899.
- Ossip Lourié, La philosophie de Tolstoï, Paris,  Félix Alcan, 1899.
- Friedrich Nietzsche, Aphorismes et fragments choisis, traduit de l'allemand par  Henri Lichtenberger, Paris,  Félix Alcan, 1899.
- Alfred Fouillée, Critique des systèmes de morale contemporains : morale évolutionniste, morale positive, morale indépendante, morale kantienne et néo kantienne, morale pessimiste, morale spiritualiste, morale esthétique et mystique, morale théologique, Paris,  Félix Alcan, 1899.
- Eugène de Roberty, Constitution de l'éthique : quatrième essai sur la morale considérée comme sociologie élémentaire, Paris,  Félix Alcan, 1899.
- John Stuart Mill, Auguste Comte, Lettres inédites de John Stuart Mill à Auguste Comte : publiées avec les réponses de Comte et une introduction, traduit de l'anglais par Lucien Lévy-Bruhl, Paris,  Félix Alcan, 1899.
- Joseph Pierre Durand, Aperçus de taxinomie générale, Paris,  Félix Alcan, 1899.
- Adolphe Coste, Les principes d'une sociologie objective, Paris,  Félix Alcan, 1899.
- Théodore Wechniakoff[15], Savants, penseurs et artistes : biologie et pathologie comparées, traduit du russe par Raphaël Petrucci, Paris,  Félix Alcan, 1899.
- Ernest Marguery, L'oeuvre d'art et l'évolution, Paris,  Félix Alcan, 1899.
- Paul Lapie, La justice par l'état : étude de morale sociale, Paris, Félix Alcan, 1899.
- André Lalande, La dissolution opposée à l'évolution dans les sciences physiques et morales, Paris, Félix Alcan, 1899.

1900
- Henri Bergson, Le Rire : essai sur la signification du comique, Paris, Félix Alcan, 1900.
- Léon Brunschvicg, Introduction à la vie de l'esprit, Paris,  Félix Alcan, 1900.
- Joseph-Pierre Durand, Nouvelles recherches sur l'estétique et la morale, Paris, Félix Alcan, 1900.
- Lucien Lévy-Bruhl, La philosophie d'Auguste Comte, Paris, Félix Alcan, 1900.
- Georges Renard, La méthode scientifique de l'histoire littéraire, Paris, Félix Alcan, 1900.
- Paul Sollier, Le problème de la mémoire : essai de psycho-mécanique, leçons faites à l'Université nouvelle de Bruxelles, 1898-99, Paris, Félix Alcan, 1900.

1901
- Georges Palante, Précis de sociologie, Paris, Félix Alcan, 1901.
- Hippolyte Fierens-Gevaert, Psychologie d’une ville, essai sur Bruges, Paris,  Félix Alcan, 1901.
- Eugène Fournière, Essai sur l'individualisme, Paris, Félix Alcan, 1901.
- Charles Renouvier, Histoire et solution des problèmes métaphysiques, Paris, Félix Alcan, 1901.
- Ernest Murisier, Les maladies du sentiment religieux, Paris, Félix Alcan, 1901.

1902
- Félix Le Dantec, L'unité dans l'être vivant: essai d'une biologie chimique, Paris,  Félix Alcan, 1902.
- Ludovic Dugas, La Psychologie du rire, Paris,  Félix Alcan, 1902.
- Alfred Fouillée, Nietzsche et l'immoralisme, Paris, Félix Alcan, 1902.
- Xavier Léon, La philosophie de Fichte : ses rapports avec la conscience contemporaine, précédé d'une préface d'Émile Boutroux, Paris, Félix Alcan, 1902.
- Gabriel Tarde, Psychologie économique,  Paris, Félix Alcan, 1902.

1903
- Félix Le Dantec, Les limites du connaissable: la vie et les phénomènes naturels, Paris,  Félix Alcan, 1903.
- Hippolyte Fierens-Gevaert, Nouveaux essais sur l’art contemporain, Paris,  Félix Alcan, 1903.
- Paul Sollier, Les phénomènes d'autoscopie, Paris, Félix Alcan, 1903.
- Lucien Lévy-Bruhl, La Morale et la science des mœurs, Paris, Félix Alcan, 1903.
- Émile Lubac, Esquisse d'un système de psychologie rationnelle : leçons de psychologie, avec une préface de Henri Bergson, Paris, Félix Alcan, 1903.
- Charles Renouvier, Le personnalisme, suivi d'une étude Sur la perception externe et sur la force, Paris, Félix Alcan, 1903.
- Frédéric Rauh, L'expérience morale, Paris, Félix Alcan, 1903.
- Harald Höffding, Esquisse d'une psychologie fondée sur l'expérience, 2e éd. française, entièrement remaniée d'après la 3e éd. allemande, trad. Léon Poitevin, préface de  Pierre Janet, Paris, Félix Alcan, 1903.

1904
- Lionel Dauriac, Essai sur l’esprit musical, Paris,  Félix Alcan, 1904.
- Ludovic Dugas, L'Absolu, forme pathologique et normale des sentiments: l'entêtement, le fanatisme, l'ascétisme, la pudeur, Paris,  Félix Alcan, 1904.
- Guillaume De Greef, La sociologie économique, Paris,  Félix Alcan, 1904.
- Eugène Fournière, Les théories socialistes au XIXe siècle, de Babeuf à Proudhon, Paris, Félix Alcan, 1904.
- Paul Jacoby, Études sur la sélection chez l'homme, 2e édition revue et augmentée,[16] avant-propos par Gabriel Tarde, Paris, Félix Alcan, 1904.
- Georges Palante, Combat pour l'individu, Paris, Félix Alcan, 1904.

1905
- Léon Brunschvicg, L'idéalisme contemporain, Paris,  Félix Alcan, 1905.
- Victor Delbos, La philosophie pratique de Kant, Paris, Félix Alcan, 1905.
- Enrico Ferri, La sociologie criminelle, Paris, Félix Alcan, 1905.
- Alfred Fouillée, Les éléments sociologiques de la morale, Paris, Félix Alcan, 1905.
- Ossip Davidowitsch Lourié, La psychologie des romanciers Russes du XIXe siècle, Paris, Félix Alcan, 1905.
- Sully Prudhomme, La vraie religion selon Pascal: recherche de l'ordonnance purement logique de ses Pensées relatives à la religion, suivie d'une Analyse du "Discours sur les passions de l'amour", Paris, Félix Alcan, 1905.
- Paul Sollier, Le mécanisme des émotions, leçons faites à l'université nouvelle de Bruxelles en 1903, Paris, Félix Alcan, 1905.

1906
- Alfred Binet, Les révélations de l'écriture d'après un contrôle scientifique, Paris, Félix Alcan, 1906.
- Harald Höffding, Histoire de la philosophie moderne, traduit de l'allemand par P. Bordier, avec corrections et notes nouvelles de l'auteur, préface de V. Delbos, Paris, Félix Alcan, 1906.
- Charles Renouvier, Critique de la doctrine de Kant, Paris, Félix Alcan, 1906.

1907
- Célestin Bouglé, Qu'est-ce que la sociologie ?, Paris, Félix Alcan, 1907.
- Henri Bergson, L'évolution créatrice, Paris, Félix Alcan, 1907.
- Paul Sollier, Essai critique et théorique sur l'association en psychologie, leçons faites à l'Université nouvelle de Bruxelles, 1905, Paris, Félix Alcan, 1907.

1908
- Henri Delacroix, Études d’histoire et de psychologie du mysticisme, Paris, Félix Alcan, 1908.
- Célestin Bouglé, Essais sur le régime des castes, Paris, Félix Alcan, 1908.
- Harald Höffding, Philosophie de la religion, traduit d'après l'édition anglaise par J. Schlegel, avec corrections et notes nouvelles de l'auteur, Paris, Félix Alcan, 1908.
- Charles Renouvier, Science de la morale, Paris, Félix Alcan, 1908.

1909
- Georges Palante, La Sensibilité individualiste, Paris, Félix Alcan, 1909.
- Paul Sollier, Le doute: leçons faites à l'Université nouvelle de Bruxelles, 1908, Paris, Félix Alcan, 1909.
- Henri Hubert, Mélanges d'histoire des religions : de quelques résultats de la sociologie religieuse, le sacrifice, l'origine des pouvoirs magiques, la représentation du temps, Paris, Félix Alcan, 1909.

1910
- Alfred Fouillée, La démocratie politique et sociale en France, Paris, Félix Alcan, 1910.
- Dominique Parodi, Le problème moral et la pansée cpntemporaine, Paris, Félix Alcan, 1910.
- Théodule Ribot, Problèmes de psychologie affective, Paris, Félix Alcan, 1910.

1911
- Henri Berr, La synthèse en histoire : essai critique et théorique, Paris, Félix Alcan, 1911.
- Rudolf Christoph Eucken, Les grands courants de la pensée contemporaine, traduit de l'allemand sur la 4e édition par Henri Buriot et G.-H. Luquet, avant-propos de M. E. Boutroux, Paris, Félix Alcan, 1911.
- Harald Höffding, La pensée humaine, ses formes et ses problèmes, Paris, Félix Alcan, 1911.
- Félix Le Dantec, Le chaos et l'harmonie universelle, Paris, Félix Alcan, 1911.
- Joseph Segond, Cournot et la psychologie vitaliste, Paris, Félix Alcan, 1911.

1912
- Léon Brunschvicg, Les étapes de la philosophie mathématique, Paris,  Félix Alcan, 1912.
- Émile Durkheim, Les formes élémentaires de la vie religieuse : le système totémique en Australie, Paris, Félix Alcan, 1912.
- Ralph Waldo Emerson, Essais choisis, trad. de l'anglais par Henriette Mirabaud-Thorens, préf. de M. Henri Lichtenberger, Paris, Félix Alcan, 1912.
- Rudolf Eucken, Le sens et la valeur de la vie, avant-propos de M. H. Bergson, Paris, Félix Alcan, 1912.
- Maurice Halbwachs, La classe ouvrière et les niveaux de vie : recherches sur la hiérarchie des besoins dans les sociétés industrielles contemporaines, thèse de doctorat, Paris, Félix Alcan, 1912.
- Félix Le Dantec, Contre la métaphysique, questions de méthode, Paris,  Félix Alcan, 1912.
- François Simiand, La méthode positive en science économique, Paris, Félix Alcan, 1912.
- Paul Sollier, Morale et moralité : essai sur l'intuition morale, leçons faites à l'Université nouvelle de Bruxelles, 1911, Paris, Félix Alcan, 1912.

1913
- Augustin Guyau, La philosophie et la sociologie d'Alfred Fouillée, Paris, Félix Alcan, 1913.
- Maurice Halbwachs, La théorie de l'homme moyen : essai sur Quételet et la statistique morale, Paris, Félix Alcan, 1913.
- Georges Palante, Les antinomies entre l'individu et la société, Paris, Félix Alcan, 1913.
- Joseph Segond, L'Intuition bergsonienne, Paris, Félix Alcan, 1913.

1914
- Alfred Fouillée, Humanitaires et libertaires au point de vue sociologique et moral, publié par Augustin Guyau, Paris, Félix Alcan, 1914.
- Georges Palante, Pessimisme et individualisme, Paris, Félix Alcan, 1914.

1916
- Harald Höffding, La philosophie de Bergson : exposé et critique, suivi d'une lettre de M. Henri Bergson à l'auteur, Paris, Félix Alcan, 1916.
- Peter Chalmers Mitchell, Le darwinisme et la guerre, traduit de l'anglais par Maurice Solovine, lettre-préface de M. Émile Boutroux, Paris, Félix Alcan, 1916.

1918
- Henri Delacroix, La Psychologie de Stendhal, Paris, Félix Alcan, 1918.

1919
- Henri Bergson, L’énergie spirituelle : essais et conférences, Paris, Félix Alcan, 1919.
- Jules Payot, Le travail intellectuel et la volonté: Suite de "L'éducation de la volonté", Paris,  Félix Alcan, 1919.

1920
- Paul Fauconnet, La responsabilité : étude de sociologie, Paris, Félix Alcan, 1920.
- Ossip Lourié, La graphomanie : essai de psychologie morbide, Paris, Félix Alcan, 1920.
- Gabriel Séailles, La philosophie de Jules Lachelier, Paris, Félix Alcan, 1920.

1921
- Henri Berr, L'Histoire traditionnelle et la Synthèse historique, Paris, Félix Alcan, 1921.
- Gaston Milhaud, Descartes savant, Paris, Félix Alcan, 1921.
- Jules Payot, La conquête du bonheur, Paris,  Félix Alcan, 1921.

1922
- Henri Delacroix, La Religion et la Foi, Paris, Félix Alcan, 1922.
- Henri Bergson, Durée et simultanéité : à propos de la théorie d'Einstein, Paris, Félix Alcan, 1922.
- Léon Brunschvicg, L'expérience humaine et la causalité physique, Paris, Félix Alcan, 1922.
- Émile Durkheim, Éducation et sociologie, introduction de Paul Fauconnet, Paris, Félix Alcan, 1922.
- Lucien Lévy-Bruhl, La mentalité primitive, Paris, Félix Alcan, 1922.
- Lucy Prenant, Aimé Berthod, Émile Bréhier, Léon Brunschvicg, René Gillouin, R. Lenoir, Lucien Lévy-Bruhl, Dominique Parodi, Jean Pommier, Théodore Ruyssen, La tradition philosophique et la pensée française, Paris, Félix Alcan, 1922.

1923
- Léon Brunschvicg, Spinoza et ses contemporains, Paris,  Félix Alcan, 1923.

1924
- Harald Höffding, La relativité philosophique : totalité et relation, traduit du danois par Jacques de Coussange [pseudo. de Barbe Calemard du Genestoux de Quirielle], Paris, Félix Alcan, 1924.
- Albert Cim, Le travail intellectuel, Paris, Félix Alcan, 1924.
- Henri Delacroix, Le langage et la pensée, Paris, Félix Alcan, 1924.
- Émile Durkheim, Sociologie et philosophie, préface de C. Bouglé, Paris, Félix Alcan, 1924.

1925
- Maurice Halbwachs, Les Cadres sociaux de la mémoire, Paris, Félix Alcan, 1925.
- Edmond Goblot,  La barrière et le niveau : étude sociologique sur la bourgeoisie française moderne, Paris, Félix Alcan, 1925.
- Jules Lagneau, De l'existence de Dieu, Paris, Félix Alcan, 1925.

1927
- Henri Delacroix, Psychologie de l'art : Essai sur l'activité artistique, Paris, Félix Alcan, 1927.
- Léon Brunschvicg, Le progrès de la conscience dans la philosophie occidentale, Paris,  Félix Alcan, 1927.
- Émile Boutroux, Des vérités éternelles chez Descartes, Paris, Félix Alcan, 1927.
- Émile Boutroux, Nouvelles études d'histoire de la philosophie, Paris, Félix Alcan, 1927.

1928
- Émile Durkheim,  Le Socialisme, sa définition, ses débuts. La doctrine saint-simonnienne, édité par Marcel Mauss, Paris, Félix Alcan, 1928.

1929
- Albert Schinz, La pensée de Jean-Jacques Rousseau : essai d'interprétation nouvelle, Paris, Félix Alcan, 1929.

1930
- Paul Sollier, La répression mentale, leçons professées à l'Institut des hautes études de Belgique, Paris, Félix Alcan, 1930.

1931
- Léon Brunschvicg, De la connaissance de soi, Paris,  Félix Alcan, 1931.
- Lucien Lévy-Bruhl, Le surnaturel et la nature dans la mentalité primitive, Paris, Félix Alcan, 1931.

1932
- Henri Bergson, Les deux sources de la morale et de la religion, Paris, Félix Alcan, 1932.

1933
- Vladimir Jankélévitch, L'odyssée de la conscience dans la dernière philosophie de Schelling, Paris, Félix Alcan, 1933.
- Isaak Benrubi, Les sources et les courants de la philosophie contemporaine en France, (2 Bände), Paris, Félix Alcan, 1933.

1934
- Henri Delacroix, L'Enfant et le Langage, Paris, Félix Alcan, 1934.
- Maurice Blondel, La pensée Tome 1 - La genèse de la pensée et les paliers de son ascension spontanée, Paris,  Félix Alcan, 1934.
- Maurice Blondel, La pensée Tome 2 - les responsabilités de la pensée et la possibilité de son achèvement, Paris,  Félix Alcan, 1934.
- Henri Bergson, La pensée et le mouvant, Paris, Félix Alcan, 1934.

1935
- Lucien Lévy-Bruhl, La mythologie primitive, Paris, Félix Alcan, 1935.
- Maurice Blondel, L'Être et les êtres - Essai d'ontologie concrète et intégrale, Paris,  Félix Alcan, 1935.

1936
- Maurice Blondel, L'action. vol. I: Le problème des causes secondes et le pur agir, Paris,  Félix Alcan, 1936.

1937
- Maurice Blondel, L'action. vol. II: L'action humaine et les conditions de son aboutissement, Paris,  Félix Alcan, 1937.

1938
- Vladimir Jankélévitch, L'alternative, Paris, Félix Alcan, 1938.

1939
- Léon Brunschvicg, La raison et la religion, Paris,  Félix Alcan, 1939.
- Georges Bastide, Le moment historique de Socrate, Paris, Félix Alcan, 1939.

### Seit 1940 (Presses universitaires de France)
1940
- Jean Laporte, Le problème de l'abstraction, Paris, PUF, 1940.

1944
- Raymond Polin, La création des valeurs : recherches sur le fondement de l'objectivité axiologique, Paris, PUF, 1944.
- Maurice Blondel, La philosophie et l'esprit chrétien, T. 1: Autonomie essentielle et connexion indéclinable, Paris, PUF, 1944.

1945
- Raymond Polin, La compréhension des valeurs, Paris, PUF, 1945.
- Léon Brunschvicg, Héritage des mots. Héritage d'idées [Raison. Expérience. Liberté. Amour. Dieu. Âme], Paris, PUF, 1945.
- Jean Laporte, Le rationalisme de Descartes, Paris, PUF, 1945.

1946
- Maurice Blondel, La philosophie et l'esprit chrétien, T.2: Conditions de la symbiose seule normale et salutaire, Paris, PUF, 1946.

1948
- Raymond Polin, Du laid, du mal, du faux, Paris, PUF, 1948.
- Gilbert Varet, L'ontologie de Sartre, Paris, PUF, 1948.

1949
- Léon Brunschvicg, Écrits philosophiques, tome I : L'humanisme de l'occident Descartes, Spinoza, Kant, Paris, PUF, 1949.
- Lucien Lévy-Bruhl, Les carnets de Lucien Lévy-Bruhl, Paris, PUF, 1949.

1950
- Ferdinand Alquié, La nostalgie de l'être, Paris, PUF, 1950.
- Ferdinand Alquié, La Découverte métaphysique de l'homme chez Descartes, Paris, PUF, 1950.
- Maurice Blondel, Exigences philosophiques du christianisme, Paris, PUF, 1950.
- Jules Lagneau, Célèbres leçons et fragments, Paris, PUF, 1950.

1951
- Jean Wahl, Le malheur de la conscience dans la philosophie de Hegel, Paris, PUF, 1951.

1952
- Raymond Polin, Politique et philosophie chez Thomas Hobbes, Paris, PUF, 1952.
- Pierre-Maxime Schuhl, Platon et l'art de son temps : arts plastiques, Paris, PUF, 1952.

1953
- Roger Garaudy, La théorie matérialiste de la connaissance, Paris, PUF, 1953.

1954
- Vladimir Jankélévitch,  Philosophie première, introduction à une philosophie du presque, Paris, Félix Alcan, 1954.
- Léon Brunschvicg, Écrits philosophiques, tome II : L'orientation du rationalisme, Paris, PUF, 1954.

1958
- Léon Brunschvicg, Écrits philosophiques, tome III : Science-religion, Paris, PUF, 1958.

1959
- Roger Garaudy, Perspectives de l’homme: existentialisme, pensée catholique, structuralisme, marxisme, Paris, PUF, 1959.

1960
- Raymond Polin, La politique morale de John Locke, Paris, PUF, 1960.

1961
- Jean Brun, Les Conquêtes de l'homme et la séparation ontologique, Paris, PUF, 1961.

1962
- Roger Garaudy, Dieu est mort. Étude sur Hegel, Paris, PUF, 1962.
- Gilles Deleuze, Nietzsche et la philosophie, Paris, PUF, 1962.

1963
- Mikel Dufrenne, Le poétique, précédé de Pour une philosophie non théologique, Paris, PUF, 1963.
- Jean Brun, La main et l'esprit, Paris, PUF, 1963.

1964
- Jean Pépin, Théologie cosmique et théologie chrétienne, Paris, PUF, 1964.

1968
- Gilles Deleuze, Différence et répétition, Paris, PUF, 1968.

1971
- Nicolas Grimaldi, Le désir et le temps, Paris, PUF, 1971.
- François Heidsieck, L'ontologie de Merleau-Ponty, Paris, PUF, 1971.
- Clément Rosset, Logique du pire : éléments pour une philosophie tragique, Paris, PUF, 1971.

1973
- Robert Blanché, Le raisonnement, Paris, PUF, 1973.
- André-Jean Voelke, L' idée de volonté dans le stoïcisme, Paris, PUF, 1973.

1991
- André Robinet, Correspondance Leibniz-Clarke, présentée d'après les manuscrits originaux des bibliothèques de Hanovre et de Londres, Paris, PUF, 1991.